# Willie Reid
William Reid, noto come Willie Reid (Baillieston, 3 maggio 1884 – Baillieston, 1º maggio 1966), è stato un allenatore di calcio e calciatore scozzese, di ruolo attaccante.

## Carriera
Fu capocannoniere del campionato scozzese nel 1911 e nel 1912.

## Palmarès

### Giocatore

#### Competizioni nazionali
- Campionato scozzese: 5

Rangers: 1910-1911, 1911-1912, 1912-1913, 1917-1918, 1919-1920